# FlyWays Linhas Aéreas

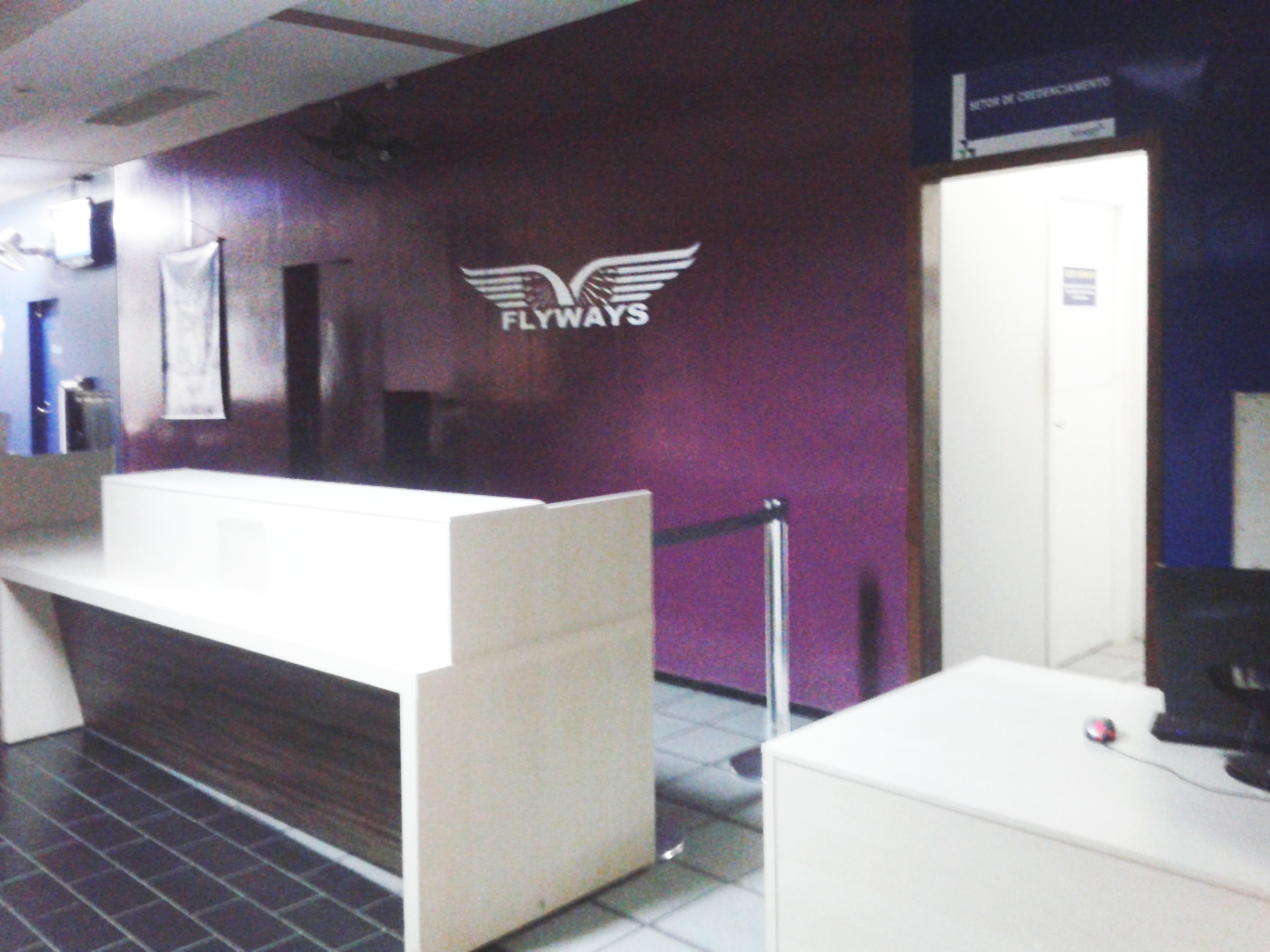
Guichê da FlyWays Linhas Aéreas no Aeroporto de Ipatinga

A FlyWays Linhas Aéreas Ltda. (simplesmente FlyWays) foi uma companhia aérea brasileira, sediada na Ilha do Governador, no município do Rio de Janeiro - RJ, fundada em 2015.
A empresa deixou de operar em junho de 2016 e teve seu Certificado de Operador Aéreo (COA) revogado pela ANAC em março de 2018.

## História
Em 11 de junho de 2014 a Anac - Agência Nacional de Aviação Civil - autorizou o funcionamento jurídico da empresa por um período de 12 meses, no regime de transporte público regular de passageiros, cargas e malas postais.
A ideia inicial era manter seu hub no Aeroporto Internacional do Rio de Janeiro-Galeão, enquanto o Aeroporto da Pampulha - Carlos Drummond de Andrade serviria como hub secundário. Contudo foi mantida a segunda opção, em virtude da localização central.
Em setembro a empresa divulgou numa coletiva à imprensa o uniforme de seus funcionários de bordo. Realizou, também, o voo teste, que ocorreu de Aeroporto de Ipatinga para o Aeroporto da Pampulha, em Belo Horizonte; e em seguida para o Aeroporto Santos Dumont, no Rio de Janeiro.

## Destinos
Os plano inicial da companhia era atender os municípios de Ipatinga, Uberaba, Rio de Janeiro, Cabo Frio, Vitória e Porto Seguro.

## Frota
Chegou a operar duas aeronves, um ATR-72-200 e um ATR-72-500, este que já voara no Brasil pela TRIP e Azul. Foi anunciada a intenção de se constituir uma frota de 30 aeronaves.
| Aeronave   | Total | Ordens | Notas |
| ---------- | ----- | ------ | ----- |
| ATR 72-500 | 1     | –      |       |
| ATR-72-200 | 1     | –      |       |
| Total      | 2     | 0      |       |

## Encerramento das operações
A companhia passou por dificuldades financeiras, tendo que devolver uma de suas duas aeronaves ao proprietário, por falta de pagamento das parcelas, em junho de 2016. Com salários atrasados, a outra aeronave deixou de voar por problemas mecânicos. No mesmo ano, a FlyWays foi vendida, mas a medida não surtiu efeito, o que culminou com o cancelamento de sua concessão, em março de 2017.